# سید عبدالحسین
سید عبدالحسین نام کوچک برای مردان است. افراد شاخص با این نام عبارتند از:
- سید عبدالحسین لاری
- سید عبدالحسین شرف‌الدین عاملی
- سید عبدالحسین واحدی
- سید عبدالحسین دستغیب
- سید عبدالحسین ساسان